# 雅帕拉廷加
雅帕拉廷加是巴西阿拉戈斯州的一个市镇。总面积85.5平方公里，总人口7417人，人口密度86.7人/平方公里。